# Geoffrey Nauffts
Geoffrey Nauffts, född 3 februari 1961, är en amerikansk skådespelare. Han har spelat "Stan Kelly" i polisserien Scali.